# Massimiliano Allegri
Massimiliano Allegri (Livorno, 11 de agosto de 1967) é um treinador e ex-futebolista italiano que atuava como meio-campista. Atualmente comanda o Milan.

## Carreira como jogador
Dentro das quatro linhas, Allegri teve uma carreira modesta. Ele começou a jogar no pequeno Cuoiopelli, com apenas 17 anos. Atuou também por Livorno, Pisa, Pavia, Pescara, Cagliari, Perugia, Padova, Napoli e Pistoiese.
Anunciou sua aposentadoria dos gramados em 2003, após ter passado pelo modesto Aglianese.

## Carreira como treinador

### Início
Allegri passou a treinar clubes de futebol em 2004: começou pelo Aglianese, mesma equipe onde havia se aposentado. Comandou também SPAL, Grosseto e Sassuolo.

### Sassuolo
O treinador chegou no Sassuolo para temporada 2007–08, onde a equipe disputaria a Terceira Divisão Italiana. No clube, fizera um grande serviço na Série C1, terminando ela em primeiro colocado. Posteriormente, rumou até a Supercoppa di Série C, onde perdeu o primeiro jogo. Na volta, empatou com o Salernitana e venceu a competição quando superou a equipe adversária nas penalidades.

### Cagliari
Em 2008 foi anunciado pelo Cagliari, equipe onde havia jogado entre 1993 e 1995. Sua estreia ocorreu na Coppa Italia, onde venceu o Triestina por 1–0. Após sofrer um pênalti, o centroavante Alessandro Matri converteu a cobrança e deu início a uma grande era de Allegri na equipe. Depois disso, Max tivera uma grande dificuldade de conquistar vitórias, perdendo os próximos cinco jogos em sequência, conquistando os três pontos novamente apenas ao enfrentar o Torino na sétima partida da Serie A.
Sua equipe então começou uma luta contra o rebaixamento, mas que durou apenas até a metade do campeonato, já que passaram a ter uma sequência positiva, tratando de vencer alguns jogos improváveis como o 3–2 diante da Juventus, o 4–1 diante da Lazio e o triunfo por 2–1 contra a líder Internazionale.
Com tais resultados, o time conquistou muitas posições e terminaram a temporada atingindo a nona colocação na tabela italiana. Após a remontada, Maximiliano foi eleito, em 2009, como o Melhor Treinador do Campeonato Italiano da temporada.
Seu bom desempenho à frente dos Rossoblù fez com que seu nome fosse cogitado para treinar o Milan após a saída de Carlo Ancelotti, mas Allegri recusou a proposta e permaneceu na maior equipe da Sardenha.
A temporada começou com um novo jogo diante da Triestina, mas o resultado foi o oposto da estreia de Max e o clube adversário rapidamente eliminou o time de Sardenha. O clube passou a não ter mais a mesma eficácia da última temporada, e tratou de buscar na base um novo jogador para integrar o elenco. Dentre as opções, Radja Nainggolan foi selecionado e estreou profissionalmente em 2010 sob o comando de Allegri.
No dia 11 de abril de 2010, após passar os últimos nove jogos sem vencer, o treinador comandou a equipe pela última vez. Na ocasião, eles perderam a 33ª rodada da Serie A diante da Juventus de Alberto Zaccheroni. O comandante italiano estava sendo frequentemente associado ao Milan, e a equipe de Sardenha julgou que a concentração de Allegri não estava mais no time que ele comandava; assim, o contrato foi encerrado e ele rumou ao time de Milão após o início da temporada seguinte.

### Milan

#### 2010–11
Foi anunciado oficialmente pelo Milan no dia 25 de junho de 2010. Allegri sucedeu o brasileiro Leonardo, demitido após maus resultados.

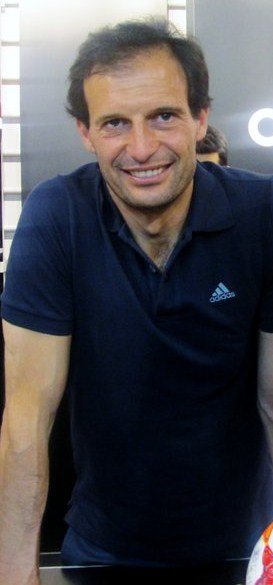
Allegri em 2011

A chegada de Max no elenco veio juntamente de uma grande formação de elenco. Ao chegar, percebeu craques mundiais no clube, como Ronaldinho e Filippo Inzaghi. A idade avançada desses jogadores, somado a desempenhos menos favoráveis, fez com que o treinador também recebesse Robinho, Zlatan Ibrahimović e Antonio Cassano para contribuir com a equipe com titularidade e eventuais opções no banco de reservas.
Massimiliano tivera duas grandes polêmicas com esses medalhões do clube milanês já em sua primeira temporada. Pouco utilizado pelo treinador brasileiro, Ronaldinho passou muitos jogos no banco de reservas, contemplando Zlatan, Alexandre Pato, Cassano e Robinho terem mais oportunidades que o camisa 80. Desse modo, em janeiro de 2011, decidiu que retornaria ao Brasil para jogar no Flamengo.
| “                                                                                           | Foi o jogador mais vago, porque já não tinha vontade de jogar futebol. Sua qualidade técnica era fora do normal. Quero parabenizar Ibra porque agora o vejo como um jogador muito a serviço do grupo. Era algo que sempre me incomodava quando o treinava. | ” |
| — Massimiliano sobre a saída de Ronaldinho e o positivo desempenho de Ibrahimović no elenco | |   |

Com Pippo, Massimiliano tivera uma difícil relação desde a chegada do novo treinador. Na primeira temporada, o experiente atacante não conseguiu muito espaço no elenco, trazendo desgosto ao campeão mundial em 2006. A temporada do atacante também foi encurtada por conta de uma lesão que apenas afastou-o ainda mais do time titular de Allegri. Na segunda temporada do comandante, Filippo sequer foi inscrito na Liga dos Campeões e os dois tiveram uma ríspida discussão em setembro de 2012, quando o então centroavante se recusou a cumprimentar seu treinador.
Em sua primeira temporada no rubro negro de Milão, a de 2010–11, Allegri levou o time ao título italiano, que não vinha desde a temporada 2003–04. O Milan somou 82 pontos, com 24 vitórias, 10 empates e somente quatro derrotas. Ganhou inclusive os dois clássicos contra sua grande rival, a Internazionale.

#### 2011–12

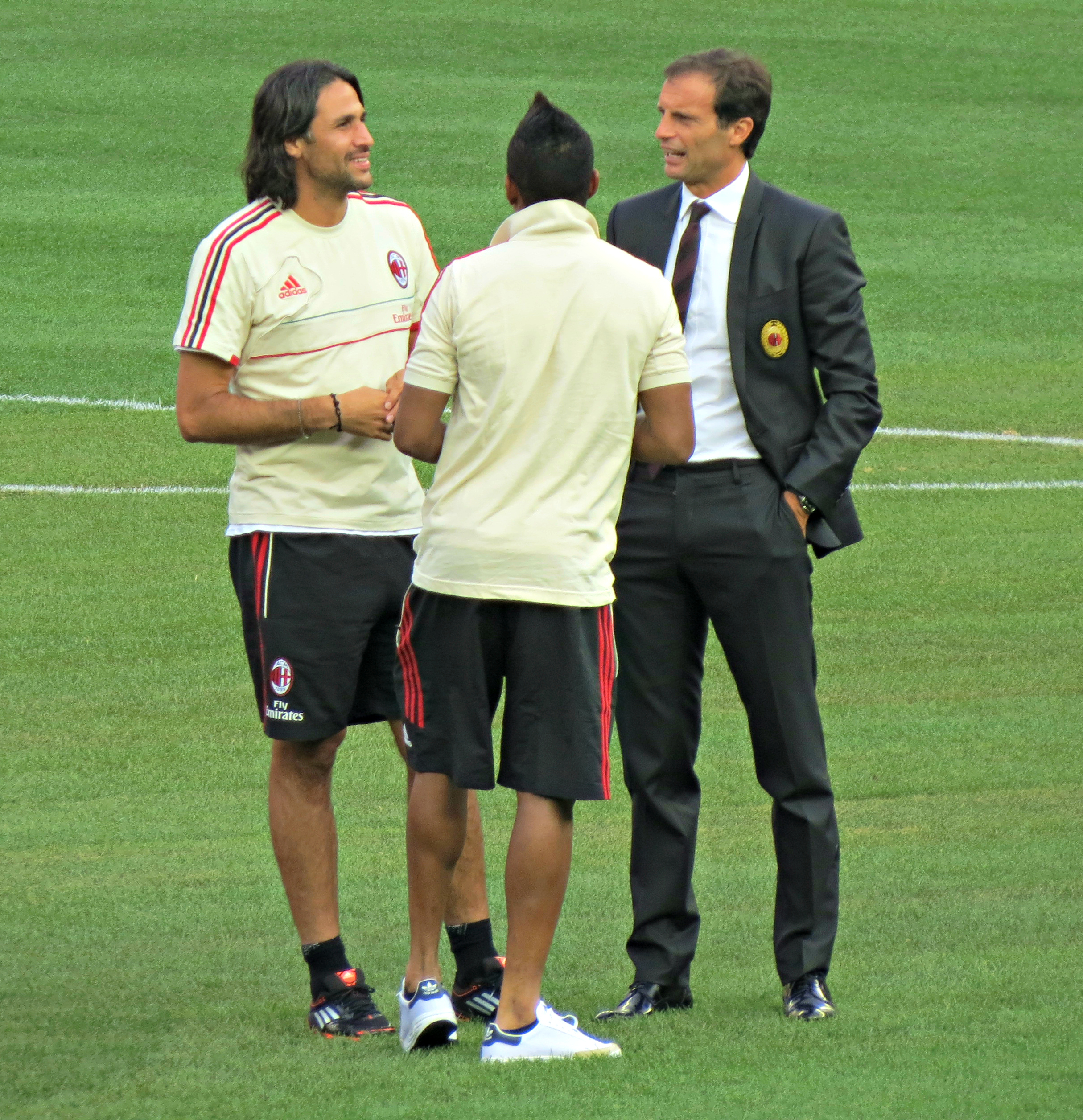
Allegri, Robinho e Mario Yepes no Milan em 2012

O título foi sucedido da perda de alguns jogadores do elenco. Das mais notáveis, Andrea Pirlo deixou o clube por Allegri não acreditar que o meia tinha as habilidades necessárias para permanecer no clube recentemente campeão italiano. Jogadores como Stephan El Shaarawy, Alberto Aquilani e Maxi López foram contratados para somarem ao elenco Rossonero ao longo da temporada; com o último chegando apenas em janeiro de 2012.
Em agosto de 2011, conquistou seu segundo título pela equipe: a Supercopa da Itália, ao derrotar a Internazionale por 2–1, no Estádio Nacional de Pequim, na China.
O treinador continuou o seu trabalho no Milan levando o grupo novamente a brigar pelas primeiras posições da tabela. Nesse percurso, conseguiu ter sua segunda campanha semifinalista na Copa da Itália. Se outrora foram eliminados pelo Palermo de Delio Rossi, agora foram impedidos de brigar pelo troféu pela Juventus de Antonio Conte e com Andrea Pirlo no meio-campo.
Allegri não conseguiu nenhum título a mais na temporada. Depois de terem sido eliminados pelo lendário Barcelona de Pep Guardiola nas quartas de final da Liga dos Campeões, o Milan não conseguiu se firmar no topo da tabela, que alcançou em algumas rodadas, e ficou com a terceira colocação na Serie A.

#### 2012–13
Em sua peúltima temporada com o Milan, o time foi ainda mais fragmentado. Zlatan e Thiago Silva deixaram a Itália para, juntos, assinarem com o Paris Saint-Germain, clube que iniciava sua era hegemônica e ambiciosa na França. Cassano e Pato tinham deixado o clube e coube ao treinador utilizar os contratados Mario Balotelli e Giampaolo Pazzini em seus lugares.
Nesse período, viveu situações opostas com ambas as contratações. Pazzini se destacava como um goleador do clube italiano, enquanto Balotelli colecionava algumas polêmicas que o treinador viria criticá-las publicamente ao longo dos anos, ainda que também alternasse tais críticas com bolas na rede. Tal intensidade fez com que o time novamente ficasse sem títulos, recebendo novamente a terceira colocação na Serie A e amargando mais uma eliminação para o Barcelona na Liga dos Campeões.

#### 2013–14
Em seu último ano no Milan, Massimiliano reuniu-se de novo Alessandro Matri, atacante que garantiu a primeira vitória de Max no Cagliari, no elenco após os Rossoneros pagarem  10 milhões de euros no centroavante da Juventus. Além dele, a equipe conseguiu o retorno do ídolo Kaká ao elenco sem custos. O meia Keisuke Honda também aportou na Itália sem que o clube pagasse nenhum valor ao CSKA Moscou, o antigo clube do japonês.
Após um início de temporada muito irregular, já que a equipe não conseguiu conquistar nem ao menos duas vitórias consecutivas, o cargo de Allegri no clube passou a estar em cheque. Enfim, ele foi demitido no dia 13 de janeiro de 2014, após uma vergonhosa derrota por 4–3 para o Sassuolo, clube então recém promovido à Serie A.

### Juventus
Allegri foi anunciado pela Juventus no dia 16 de julho de 2014, substituindo Antonio Conte, que havia pedido demissão no dia anterior.
Em 17 de maio de 2019, a Juventus anunciou que o treinador deixaria o clube ao final da temporada. No comando da Velha Senhora, Allegri conquistou cinco títulos da Serie A, quatro Copas da Itália e duas Supercopas, além de dois vices na Liga dos Campeões da UEFA.

### Retorno à Juventus
Acertou seu retorno à Juventus em maio de 2021, assumindo a equipe após a demissão de Andrea Pirlo. Allegri reestreou no dia 22 de agosto, num empate por 2–2 contra a Udinese, fora de casa, pela primeira rodada da Serie A.
Em maio de 2024, um dia depois da equipe vencer a Atalanta e conquistar o título da Copa da Itália, Massimiliano Allegri teve a sua demissão anunciada pela Juventus. O principal motivo foi o comportamento inadequado do treinador durante e após a final da partida, em que ele foi expulso por não concordar com uma decisão do árbitro. Além disso, Allegri chegou a empurrar e ameaçar o diretor do jornal Tuttosport.

### Retorno ao Milan
Pouco mais de um ano após sua saída da Juventus, Allegri foi anunciado como técnico do Milan em 30 de maio de 2025, iniciando sua segunda passagem pelo clube. Na primeira, entre 2010 e 2014, conquistou um título da Serie A e um da Supercopa da Itália de 2011.

## Estatísticas
Atualizadas até 15 de maio de 2024
| Clube     | Jogos | Vitórias | Empates | Derrotas | Aproveitamento |
| --------- | ----- | -------- | ------- | -------- | -------------- |
| Aglianese | 38    | 10       | 13      | 15       | 37.72%         |
| SPAL      | 40    | 13       | 15      | 12       | 45%            |
| Grosseto  | 30    | 7        | 15      | 8        | 40%            |
| Sassuolo  | 42    | 23       | 6       | 13       | 72.22%         |
| Cagliari  | 74    | 27       | 15      | 32       | 43.24%         |
| Milan     | 178   | 91       | 49      | 38       | 60.3%          |
| Juventus  | 410   | 271      | 77      | 72       | 71.63%         |

## Títulos

### Como jogador
Livorno
- Copa da Itália da Série C: 1986–87

Aglianese
- Serie D: 2001–02 (grupo D)

### Como treinador
Sassuolo
- Serie C1: 2007–08
- Supperoppa di Serie C: 2008

Milan
- Serie A: 2010–11
- Supercopa da Itália: 2011

Juventus
- Serie A: 2014–15, 2015–16, 2016–17, 2017–18 e 2018–19
- Copa da Itália: 2014–15, 2015–16, 2016–17, 2017–18 e 2023–24
- Supercopa da Itália: 2015 e 2018

### Prêmios individuais
- Oscar del Calcio: Melhor treinador: 2011, 2015, 2016, 2017 e 2018
- Panchina d'Oro: 2008–09, 2014–15, 2016–17 e 2017–18
- Premio Enzo Bearzot: 2015